# Alessandro Fedeli
Alessandro Fedeli (Negrar, 2 maart 1996) is een voormalig Italiaans wielrenner.

## Carrière
Als junior won Fedeli in 2014 de Piccola San Remo. Een jaar eerder eindigde hij op plek 22 in de wegwedstrijd op het wereldkampioenschap.
In 2017 won Fedeli de laatste etappe in de Ronde van de Aostavallei, met aankomst bergop in Valgrisenche. In april 2018 won Fedeli de Trofeo Edil C, een Italiaanse eendagskoers. Zijn ploeggenoot Abderrahim Zahiri won drie seconden later de sprint met drie om de tweede plaats. Later die maand was hij ook de beste in de Gran Premio della Liberazione.
In 2019 werd Fedeli, na een stage in 2018, prof bij Delko Marseille Provence. In zijn eerste wedstrijd van het seizoen wist hij direct te winnen: in de straten van Kigali sprintte hij, voor Yakob Debesay en ploegmaat Przemysław Kasperkiewicz naar de overwinning in de eerste etappe van de Ronde van Rwanda. Later dat seizoen won hij ook een etappe in de CRO Race.

## Overwinningen
2014
Piccola San Remo
2017
4e etappe Ronde van de Aostavallei
2018
Trofeo Edil C
Gran Premio della Liberazione
3e etappe Ronde van de Aostavallei
2019
1e etappe Ronde van Rwanda
6e etappe CRO Race
2020
4e etappe Ronde van de Limousin

## Resultaten in voornaamste wedstrijden
|      | \| Jaar \| Milaan-San Remo \| Ronde van Vlaanderen \| Amstel Gold Race \| Waalse Pijl \| Parijs-Tours \| \| ---- \| --------------- \| -------------------- \| ---------------- \| ----------- \| ------------ \| \| 2018 \| \| \| \| \| opgave \| \| 2019 \| \| \| \| \| 63e \| \| 2020 \| \| \| \| \| 52e \| \| 2021 \| \| \| \| opgave \| \| \| 2022 \| \| \| \| \| \| \| 2023 \| 50e \| opgave \| opgave \| \| \| |                      |                  |             |              |
| Jaar | Milaan-San Remo | Ronde van Vlaanderen | Amstel Gold Race | Waalse Pijl | Parijs-Tours |
| 2018 | |                      |                  |             | opgave       |
| 2019 | |                      |                  |             | 63e          |
| 2020 | |                      |                  |             | 52e          |
| 2021 | |                      |                  | opgave      |              |
| 2022 | |                      |                  |             |              |
| 2023 | 50e | opgave               | opgave           |             |              |

## Ploegen
- 2016 –  Unieuro Wilier (stagiair vanaf 1 augustus)
- 2018 –  Trevigiani Phonix-Hemus 1896
- 2018 –  Delko Marseille Provence KTM (stagiair vanaf 1 augustus)
- 2019 –  Delko Marseille Provence
- 2020 –  NIPPO DELKO One Provence
- 2021 –  DELKO
- 2022 –  Gazprom-RusVelo tot 19/06
- 2022 –  EOLO-Kometa vanaf 20/06
- 2023 –  Q36.5 Pro Cycling Team

Arnoult · Betsjkov · Fedeli · Jurado · Kolev · Michajlov · Molteni · Montoya · Nikolov · Peñalver · Tivani · Tsjolakov · Vargas · Zahiri · Zana
Areruya · Combaud · De Rossi · Di Grégorio · El Fares · Fernández · Filosi · Finetto · Guérin · Jones · Kasperkiewicz · Leveau · Madrazo · Martinez · Michajlov · Moreno · Rodríguez · Šiškevičius · Smukulis · Trarieux · Fedeli (stagiair) · Meyer (stagiair) · Rochas (stagiair)
Areruya · Combaud · De Rossi · El Fares · Fedeli · Fernández · Filosi · Finetto · Grosu · Guérin · Jones · Kasperkiewicz · Leveau · Moreno · Navardauskas · Rochas · Schmidt · Šiškevičius · Trarieux · Carr (stagiair) · Delettre (stagiair) · Guichard (stagiair)
Canola · Carboni · Conci · Díaz · Fedeli · Kotsjetkov · Michael Kukrle · Lunder · Malucelli · Nekrasov · Nych · Piccolo · Rikoenov · Rivera · Rovny · Scaroni · Strachov · Tsjerkasov · Tsjernetski · Vacek · Zakarin
Albanese · Bais · Bevilacqua · Christian · Dina · Fancellu · Fedeli (vanaf 20/6) · Fetter · Fortunato · García · Gavazzi · Grávalos · Lonardi · Maestri · Á. Martín · D. Martín · Ravasi · Rivi · Ropero · Rosa · Sevilla · Viegas · Montoli (stagiair) · Muñoz (stagiair) · Pietrobon (stagiair)
Abreha · Badilatti · Bauer · Brambilla · Calzoni · Camprubi · Christen · Colombo · Conca · Davis · Devriendt · Donovan · Fedeli · Hagen · Howson · Ludvigsson · Małecki · Monk · Moschetti · Parisini · Puppio · Rosskopf · Sajnok · Zukowsky · Novák (stagiair)